# Galericinae
Sous-famille
Les gymnures (Galericinae) forment une sous-famille de « hérissons d'Asie », dépourvus de piquants, de la famille des Erinaceidae.
Synonyme : Hylomyinae.

## Liste des genres
Selon ITIS et MSW :
- genre Echinosorex Blainville, 1838 - Grand gymnure[3]
- genre Hylomys Müller, 1840
- genre Neohylomys Shaw & Wong, 1959
- genre Neotetracus Trouessart, 1909
- genre Podogymnura Mearns, 1905

### Genres fossiles
Fossilworks liste 4 tribus et 14 genres, dont 10 non classés :
- tribu †Echinosoricini
- tribu †Galericini
  - genre †Microgalericulus
  - genre †Protogalericius
  - genre †Schizogalerix
  - genre †Thaiagymnura
- tribu †Neurogymnurini
- tribu †Protericini
- genre †Deinogalerix
- genre †Eochenus
- genre †Eogalericius
- genre †Lantanotherium
- genre †Neurogymnurus
- genre †Oligochenus
- genre †Parasorex
- genre †Protericini
- genre †Riddleria
- genre †Tetracus